# Villey-le-Sec
Villey-le-Sec – miejscowość i gmina we Francji, w regionie Grand Est, w departamencie Meurthe i Mozela.
Według danych na rok 1990 gminę zamieszkiwało 239 osób, a gęstość zaludnienia wynosiła 37 osób/km² (wśród 2335 gmin Lotaryngii Villey-le-Sec plasuje się na 807. miejscu pod względem liczby ludności, natomiast pod względem powierzchni na miejscu 880.).